# Gajba TV
Gajba TV je nekdanja slovenska komercialna televizijska postaja. Delovati je začela 6. oktobra 1997. Ugasnila je oktobra 2000.
Ustanovil jo je Pro Plus. Namenjena je bila mladim, ki so radi gledali konkurenčni Kanal A. Prenašale so jo RTS v Mariboru, Euro PTV (EPTV, Euro 3 TV) v Ljubljani in Idea TV v Murski Soboti.
Povod za nastanek Gajbe TV je bil nezmožnost POP TV-ja, da bi predvajal ves program, ki ga je Pro Plus odkupil. Oba Pro Plusova kanala se nista dosti razlikovala od drugih slovenskih komercialnih kanalov, nadaljevala sta tudi z amerikanizacijo programa.
Gajba TV je ugasnila potem, ko je Pro Plus, izdajatelj programa POP TV, pridobil večinski delež Kanala A, ki je potem stopil na njeno mesto in predvajal v paketih kupljene programe, ki so bili preslabi za POP TV. Nasploh je njegova kvaliteta padla, saj je predvajal ponovitve filmov s POP TV-ja, domača produkcija pa je bila ukinjena. Gajbino ukinitev je Jonas Žnidaršič videl kot stran metanje valilnice mladih talentov.
Na njej so svojo kariero začeli Nika Vistoropski, Vesna Milek, Anja Tomažin, Urška Pirš, Andreja Kočar, Boštjan Gorenc - Pižama in Sabina Kogovšek (kot sovoditeljica oddaje Živa).

### Program in pokritost
Ob začetku predvajanja je polovici slovenskih gospodinjstev ponujala filme, nadaljevanke, glasbene spote in oddajo Živa, ki so jo posebej pripravljali v Ljubljani, Mariboru in Murski Soboti.
Bila je eden od štirih kanalov (poleg TV3, POP TV in Kanala A), ki so pokrivali več kot polovico države.

### Spor glede prizemnega signala Euro 3 TV
Po dveh letih spora je bilo za 15. oktober 1998 razpisano sojenje glede ljubljanskega televizijskega signala Gajbe TV (prek Pro Plusa v lasti CME), Euro 3 TV, v katerem je imel Kanal A 10-odstotni delež. Po mnenju Igorja Vezovnika s Kanala A, takrat v lasti SBS, se je spor začel, ko so drugi delničarji podpisali drugo pogodbo z lokalno podružnico CME.

### Gledanost
- 1999: 3,1%[19]

### Oddaje
Bila je ena od slovenskih postaj, ki so predvajale oddajo ŠKL.